# Tonny van der Linden
Anthonie „Tonny“ van der Linden (19. listopadu 1932 – 23. června 2017) byl nizozemský fotbalista. Jako útočník hrál za DOS a Elinkwijk. V roce 1958 vyhrál s DOSem titul Eredivisie. V letech 1957 až 1963 odehrál 24 zápasů za nizozemskou reprezentaci, vstřelil 17 gólů.
Van der Linden zemřel 23. června 2017 ve věku 84 let. 

## Statistiky
| Klub        | Sezóna  | Zápasy | Góly | Soutěž             |
| ----------- | ------- | ------ | ---- | ------------------ |
| DOS Utrecht | 1950/51 | ?      | ?    | Landskampioenschap |
| DOS Utrecht | 1951/52 | ?      | ?    | Landskampioenschap |
| DOS Utrecht | 1952/53 | ?      | ?    | Landskampioenschap |
| DOS Utrecht | 1953/54 | ?      | ?    | Landskampioenschap |
| DOS Utrecht | 1954/55 | ?      | ?    | Landskampioenschap |
| DOS Utrecht | 1955/56 | ?      | ?    | Landskampioenschap |
| DOS Utrecht | 1956/57 | 34     | 28   | Eredivisie         |
| DOS Utrecht | 1957/58 | 33     | 16   | Eredivisie         |
| DOS Utrecht | 1958/59 | 32     | 12   | Eredivisie         |
| DOS Utrecht | 1959/60 | 32     | 18   | Eredivisie         |
| DOS Utrecht | 1960/61 | 30     | 20   | Eredivisie         |
| DOS Utrecht | 1961/62 | 34     | 17   | Eredivisie         |
| DOS Utrecht | 1962/63 | 23     | 7    | Eredivisie         |
| DOS Utrecht | 1963/64 | 30     | 24   | Eredivisie         |
| DOS Utrecht | 1964/65 | 30     | 14   | Eredivisie         |
| DOS Utrecht | 1965/66 | 28     | 13   | Eredivisie         |